# SE Palmeiras
Sociedade Esportiva Palmeiras (wymowaⓘ) – brazylijski klub piłkarski z siedzibą w mieście São Paulo, stolicy stanu São Paulo. Występuje w rozgrywkach Campeonato Brasileiro Série A oraz Campeonato Paulista. Domowe mecze rozgrywa na obiekcie Allianz Parque.

## Historia
Klub został założony 26 sierpnia 1914 przez włoskich imigrantów mieszkających w São Paulo jako Societá Sportiva Palestra Itália. Kiedy w 1942 r. Brazylia przystąpiła do wojny po stronie aliantów, klub został zmuszony do zmiany nazwy, z powodu odniesień do Włoch (nazwę klubu zmieniono 14 września). Nie było to odosobniony przypadek, ponieważ podobny los spotkał Cruzeiro EC.
W latach sześćdziesiątych i siedemdziesiątych klub osiągał dobre wyniki kilkakrotnie występując w finale Copa Libertadores, a także zdobywając mistrzostwo. Po tym nastąpiło piętnaście lat chudych, kiedy w 1992 klub podpisał umowę z włoskim koncernem spożywczym Parmalat. Tym samym klub stał się najbogatszy w całej Brazylii. W tym czasie zdobył m.in. Copa Libertadores. W 2000 skończyło się sponsorowanie przez Parmalat. Nadeszły ciężkie czasy dla klubu, którego kulminacją był spadek do drugiej ligi w 2002. Do pierwszej ligi klub powrócił dwa lata później. W 2012 roku klub po raz kolejny spadł do drugiej ligi.

## Osiągnięcia
- Mistrz Brazylii (11): 1960, 1967, 1967, 1969, 1972, 1973, 1993, 1994, 2016, 2018, 2022
- Puchar Brazylii (Copa do Brasil): 1998, 2012, 2015, 2020
- Mistrz stanu São Paulo (Campeonato Paulista) (25): 1920, 1926, 1926, 1927, 1932, 1933, 1934, 1936, 1938, 1940, 1942, 1944, 1947, 1950, 1959, 1963, 1966, 1972, 1974, 1976, 1993, 1994, 1996, 2008, 2020
- Copa Libertadores: 1999, 2020, 2021
- Copa Mercosur: 1998
- Copa Rio: 1951
- Copa dos Campeões: 2000
- Campeonato Brasileiro Série B: 2003, 2013
- Torneio Rio – São Paulo: 1933, 1951, 1965, 1993, 2000
- Taça dos Campeões Estaduais Rio–São Paulo: 1926, 1934, 1942, 1947
- FIFA Club World Cup: 2020 (4 miejsce)
- Trofeo Ramón de Carranza: 1969, 1974, 1975
- Kirin Cup: 1978

## Aktualny skład
Stan na 2 kwietnia 2024.
| Nr | Poz. | Piłkarz                 |
| -- | ---- | ----------------------- |
| 2  | OB   | Marcos Rocha            |
| 5  | PO   | Aníbal Moreno           |
| 6  | OB   | Vanderlan               |
| 7  | NA   | Dudu                    |
| 8  | PO   | Zé Rafael               |
| 9  | NA   | Endrick                 |
| 10 | NA   | Rony                    |
| 11 | NA   | Bruno Rodrigues         |
| 12 | OB   | Mayke                   |
| 13 | OB   | Luan                    |
| 14 | BR   | Marcelo Lomba           |
| 15 | OB   | Gustavo Gómez (kapitan) |
| 16 | OB   | Caio Paulista           |
| 17 | NA   | Lázaro                  |
| 19 | NA   | Breno Lopes             |
| 20 | PO   | Rômulo                  |

| Nr | Poz. | Piłkarz           |
| -- | ---- | ----------------- |
| 21 | BR   | Weverton          |
| 22 | OB   | Joaquín Piquerez  |
| 23 | PO   | Raphael Veiga     |
| 24 | BR   | Mateus            |
| 25 | PO   | Gabriel Menino    |
| 26 | OB   | Murilo            |
| 27 | PO   | Richard Ríos      |
| 31 | PO   | Luis Guilherme    |
| 32 | OB   | Garcia            |
| 33 | OB   | Michel            |
| 33 | OB   | Naves             |
| 35 | PO   | Fabinho           |
| 40 | PO   | Jhon Jhon         |
| 41 | NA   | Estêvão           |
| 42 | NA   | José Manuel López |
| 51 | BR   | Kaique Pereira    |